# A Book Like This
A Book Like This az Angus & Julia Stone ausztrál népzenei duó első, 2007-ben megjelent stúdióalbuma. Az ARIA listáján 6. helyet ért el. Az albumot Ausztráliában az EMI, az Egyesült Királyságban 2008. március 31-én a PIAS, az Amerikai Egyesült Államokban pedig a Nettwerk adta ki. 
A The Guardian a következőt írta a lemezről: „Angus és Julia Stone megtöltik szórakozással szívemet... csukd be szemeid, és a Byron Bay-i strandon leszel a naplementében”.
2009. március 3-án a Nettwerk kiadta a lemez egy alternatív változatát, amely a dalok a duó által a KCRW rádióadón játszott változatait tartalmazza.

## Számlista
Az összes dal szerzője az Angus & Julia Stone. 
| 1.    | The Beast        | 3:50 |
| 2.    | Here We Go Again | 4:59 |
| 3.    | Wasted           | 3:44 |
| 4.    | Just a Boy       | 3:57 |
| 5.    | Bella            | 4:05 |
| 6.    | Hollywood        | 2:37 |
| 7.    | A Book Like This | 3:51 |
| 8.    | Silver Coin      | 4:56 |
| 9.    | Stranger         | 4:10 |
| 10.   | Soldier          | 3:39 |
| 11.   | Jewels and Gold  | 4:22 |
| 12.   | Another Day      | 4:17 |
| 13.   | Horse and Cart   | 4:36 |
| 57:17 |                  |      |

| 14. | Mother Hubbards Shoe | 4:14 |

| 2009-es alternatív verzió | 2009-es alternatív verzió | 2009-es alternatív verzió | 2009-es alternatív verzió | 2009-es alternatív verzió | 2009-es alternatív verzió | 2009-es alternatív verzió | 2009-es alternatív verzió | 2009-es alternatív verzió | 2009-es alternatív verzió |
|                           | Cím                       | Hossz                     |                           |                           |                           |                           |                           |                           |                           |
| ------------------------- | ------------------------- | ------------------------- | ------------------------- | ------------------------- | ------------------------- | ------------------------- | ------------------------- | ------------------------- | ------------------------- |
| 1.                        | Mango Tree                | 3:45                      |                           |                           |                           |                           |                           |                           |                           |
| 2.                        | Wasted                    | 3:45                      |                           |                           |                           |                           |                           |                           |                           |
| 3.                        | Private Lawns             | 3:07                      |                           |                           |                           |                           |                           |                           |                           |
| 4.                        | The Beast                 | 3:52                      |                           |                           |                           |                           |                           |                           |                           |
| 5.                        | Silver Coin               | 4:57                      |                           |                           |                           |                           |                           |                           |                           |
| 6.                        | A Book Like This          | 3:57                      |                           |                           |                           |                           |                           |                           |                           |
| 7.                        | Choking                   | 5:48                      |                           |                           |                           |                           |                           |                           |                           |
| 8.                        | Bella                     | 4:08                      |                           |                           |                           |                           |                           |                           |                           |
| 9.                        | Paper Aeroplane           | 3:43                      |                           |                           |                           |                           |                           |                           |                           |
| 10.                       | Hollywood                 | 2:38                      |                           |                           |                           |                           |                           |                           |                           |
| 11.                       | Just a Boy                | 4:01                      |                           |                           |                           |                           |                           |                           |                           |
| 12.                       | Jewels and Gold           | 4:25                      |                           |                           |                           |                           |                           |                           |                           |
| 13.                       | Here We Go Again          | 5:07                      |                           |                           |                           |                           |                           |                           |                           |
| 53:13                     |                           |                           |                           |                           |                           |                           |                           |                           |                           |

## Fordítás
Ez a szócikk részben vagy egészben  az   A Book Like This című angol Wikipédia-szócikk ezen változatának fordításán alapul.  Az eredeti cikk szerkesztőit annak laptörténete sorolja fel. Ez a jelzés csupán a megfogalmazás eredetét és a szerzői jogokat jelzi, nem szolgál a cikkben szereplő információk forrásmegjelöléseként.